# Squalius cephalus
Squalius cephalus  là một loài cá nước ngọt châu Âu trong họ cá chép Cyprinidae. Loài cá này thường hay hiện diện ở các con sông chảy chậm và trung bình, cũng như các kênh đào và các khu vực nước phẳng lặng các loại.
Loài cá này phân bố ở hầu hết các nước châu Âu. Chúng là loài cá được câu phổ biến với người câu cá do chúng dễ dính mồi câu, trong hầu hết các điều kiện. Cá còn nhỏ nhanh chóng cắn câu mà ngay cả người câu cá thiếu kinh nghiệm dễ dàng để câu được.